# 2011년
2011년은 토요일로 시작하는 평년이다.

## 사건

### 1월 ~ 6월
- 1월 1일
  - 이집트 알렉산드리아의 알 키디신 콥트교 성당에서 폭탄테러가 발생해 21명이 숨지고, 97명이 부상을 당했다.
  - 브라질 첫 여성 대통령 지우마 호세프 대통령이 취임.
  - 에스토니아, 유로 도입.
- 1월 3일 - 교황 베네딕토 16세가 1일에 있었던 이집트에서 발생한 폭탄 테러를 강하게 규탄했다.
- 1월 4일
  - 파키스탄의 정치인 살만 타시르가 자신의 경호원에게 살해당했다.
  - 이란의 마지막 샤인 모하마드 레자 팔라비의 막내 아들 알리 레자 팔라비가 미국에서 권총으로 자살했다.
- 1월 6일 - 아시아나항공 A380 6대 도입 계약 체결.
- 1월 11일
  - 아랍에미리트(UAE) 특수전부대의 교육훈련을 지원하고자 대한민국에서 UAE 군사훈련협력단(아크 부대)을 파견하였다.
  - 브라질의 리우 데 자네이루 주에서 홍수와 산사태가 일어나 800여 명의 사상자를 냈다.
- 1월 12일 - 아프리카 수단 남부 주민들을 대상으로 분리 독립 투표를 실시함.
- 1월 14일 - 튀니지의 반정부 시위로 인하여 벤 알리 대통령이 축출되었다.
- 1월 21일 - 소말리아 인근 해역에서 대한민국의 선박 삼호 주얼리호 피랍 사건이 발생하였다.
- 1월 24일 - 러시아의 도모데도보 국제공항에서 폭탄 테러가 일어났다.
- 1월 27일 - 강원도의 이광재 지사와 국회의원인 서갑원이 대법원에서 징역형이 확정되어 도지사와 국회의원 직이 상실되었다.
- 2월 2일 - 조선민주주의인민공화국이 대한민국 백령도 인근에 고속 상륙침투가 가능한 새 공기부양정 기지를 건설 중인 것으로 밝혀졌다.
- 2월 4일 - IPv4 주소가 모두 소진되어 할당이 중단되었다.
- 2월 5일 - 조선민주주의인민공화국 주민 31명이 어선을 타고 연평도 동북쪽 북방한계선을 넘어와 귀순 의사를 밝힌 것으로 알려졌다.
- 2월 7일 - 교황 베네딕토 16세가 이성효(리노)신부를 천주교 수원교구 보좌주교로 임명했다.
- 2월 8일 - 판문점 평화의 집에서 남북군사실무회담이 개최, 남북고위급군사회담의 의제와 일정 등을 논의했다.
- 2월 9일 - 남북군사실무회담에서 남ㆍ북측이 서로 의견을 나누었으나 합의에 이르지 못하고 북측이 일방적으로 퇴장하면서 회담을 종료했다.
- 2월 10일 ~ 2월 12일 - 대한민국의 강원도 영동 지방에 최고 1미터가 넘는 폭설이 내렸다.
- 2월 11일
  - 이집트의 대통령 호스니 무바라크가 반정부 시위로 인해 대통령직에서 물러났다.
  - 경부고속선의 일직터널에서 일직터널 KTX 열차 탈선 사고가 일어났다.
- 2월 14일 - 브라질의 축구선수 호나우두가 은퇴를 선언하였다.
- 2월 22일
  - 뉴질랜드의 크라이스트처치에서 규모 6.3의 강진이 발생하였다.
  - 리비아의 국가원수 카다피가 계속되는 반정부 시위로 인해 내전을 선포하다.
- 2월 24일
  - 스위스 정부가 자국 내 카다피 리비아 국가원수와 그 측근들의 자산을 동결하였다.
  - 대한민국 국방부가 3만여 명의 예비군 저격수를 양성하기로 하는 등 전투형 예비군 육성을 위한 2011년 예비군 훈련 제도 개편사항을 공개했다.

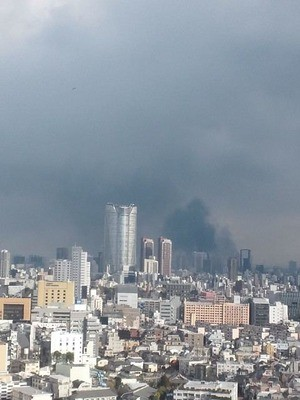
일본 동북부 규모 9.0 대지진

- 2월 27일 - 대한민국의 징병 기간이 육군 1년 9개월, 해군 1년 11개월, 공군과 사회복무요원은 2년으로 동결되었다.
- 3월 2일 - 파키스탄 소수민족부 장관으로서 신성모독법 폐지 등 소수민족과 비이슬람교인들에 대한 차별 철폐에 앞장섰던 샤바즈 바티가 괴한들의 총격을 받고 사망하였다. 현장에서는 알카에다와 파키스탄 탈레반 운동이 이번 사건을 자신들의 소행이라고 주장한 글귀가 담긴 전단이 발견되었다.
- 3월 3일 - 대한민국 통일부는 2월 5일 연평도 인근 북방한계선 (NLL)을 넘어온 조선민주주의인민공화국 선적 탑승자 31명 가운데 4명이 귀순 의사를 밝혔다고 전하였다. 이에 따라 귀순희망자 4명을 제외한 27명을 판문점을 통해 송환하고, 선박은 서해 북방한계선 (NLL) 해상에서 북측에 인계하기로 방침을 정하였다.
- 3월 4일 - 청와대 등 국내 40여개의 웹사이트가 디도스 공격을 받았다.
- 3월 8일
  - 대한민국 국방부가 ‘국방개혁 기본계획(국방개혁 307계획)’을 발표했다.
  - 이집트 카이로에서 콥트교인들과 무슬림들 간의 충돌로 13명이 사망하고 90명이 부상을 당했다. 이번 충돌은 지난 주말 카이로 인근 소울에서 발생한 콥트교 성당 방화 사건에 항의하는 뜻에서 500명의 콥트교인들이 시위를 벌이려던 중에 이를 저지하고자 수천여 명의 무슬림들이 돌과 화염병을 던지면서 발생했다.
- 3월 9일 - 대한민국 국방부가 여성 학군사관후보생 (ROTC) 제도를 해ㆍ공군으로 확대하고 육ㆍ해ㆍ공 전체 모집 규모도 확충하기로 발표하였다.
- 3월 10일 - 중국 윈난성에서 지진이 발생했다.
- 3월 11일 - 오후 2시 46분경 일본 동북부 미야기 현 센다이 시 앞바다, 태평양 연안에서 리히터 규모 9.1의 강진이 발생하였다. 그 뒤로 태평양 연안 지역에서 쓰나미가 일본 북동부 지역을 강타하여 최소 10,000여명 사망·실종되는 등 엄청난 큰 피해를 입었다.
- 3월 12일
  - 동일본 대지진의 여파로 후쿠시마 제1 원자력발전소 폭발사고가 발생하다.
  - 조반선 구간 중 도리데 이서 구간이 복구되었다.
- 3월 15일 - 조선민주주의인민공화국 측이 서해상에서 남하한 주민 가운데 대한민국으로의 귀순의사를 밝힌 4명을 제외한 27명에 대한 송환을 수용하였다.
- 3월 20일 - 미국, 프랑스, 영국을 주도로 한 다국적군이 리비아를 향한 공격과 공습을 가하는 오디세이 새벽 작전을 개시하다.
- 3월 24일 - 미얀마에서 진도 6.8의 강진이 발생하여 최소 70여명의 사망자가 발생하였다.
- 3월 27일 -
  - 대한민국 해군이 백령도 연화리 해안에서 김성찬 해군참모총장 주관으로 ‘천안함 46용사 위령탑’ 제막식을 가졌다.
  - 교황 베네딕토 16세가 리비아에서의 전투를 중단하고 평화 회복을 위한 대화를 즉각 시작하라고 촉구했다.
- 3월 31일 -
  - 대한민국 헌법재판소가 동성 군인간의 성적 행위를 처벌하도록 규정한 ‘군형법 92조’에 대해 합헌이라 최종 결정했다.
  - 조반선 쓰치우라~가쓰타 구간이 복구되었다.
- 4월 4일
  - 인도네시아 자와섬 남부 해안 근해에서 진도 7.1의 강진이 발생하였다.
  - 대한민국 해병대가 서해 최북단 접적부대에 포병 등 전투장비를 보강한 해병대 예하부대들을 창설하여 부대 통합 창설식을 개최하였다.
- 4월 5일
  - 대한민국 해군의 청해부대 7진이 소말리아 해역에 있는 자국 선박 보호를 위해 아덴만으로 출항하였다.
  - 러시아가 유리 가가린의 우주 비행 50주년을 기념해 그의 이름을 따서 만든 소유스 TMA-21 우주선이 3명의 우주비행사를 태우고 성공적으로 발사되었다.
- 4월 6일
  - 포르투갈이 재정위기로 인한 자금난 때문에 유럽연합 집행위원회에 구제금융을 신청하였다.
  - 실비오 베를루스코니 이탈리아 총리의 미성년 성매매 혐의에 관한 재판이 밀라노 법원에서 시작되었다. 그러나 베를루스코니 총리는 라퀼라 지진 2주기 행사 참석을 이유로 재판에 출석하지 않았다.
- 4월 7일
  - 조선민주주의인민공화국의 평양직할시 만수대의사당에서 최고인민회의 제12기 4차회의가 개최되었다.
  - 일본의 미야기현 앞바다에서 진도 7.4, 멕시코 남부에서 진도 6.5의 강진이 발생하였다.
  - 브라질 리우데자네이루의 한 초등학교에서 괴한의 총기 난사로 최소 13명이 사망하였다.
  - 조반선 가쓰타~다카하기 구간이 복구되었다.
- 4월 8일 - 조선민주주의인민공화국 대남기구인 조선아시아태평양평화위원회가 현대그룹의 금강산 관광사업 독점권의 효력을 취소한다고 밝혔다.
- 4월 11일 -
  - 프랑스가 공공장소에서 이슬람교도 여성이 부르카로 얼굴을 가리지 못하게 하는 ‘부르카 금지법’을 시행하였다.
  - 한국과학기술원(카이스트)이 학생 4명과 교수 1명 등의 연이은 자살 사태를 수습하기 위해 전면 휴강에 들어가는 한편 교수협의회가 잇따른 자살과 관련해 긴급총회를 열고 서남표 총장의 경쟁주의 정책 전환을 촉구했다. 학생대표자들도 서 총장의 사과를 요구하며 비상학생총회 개최를 결정했다. 참여연대는 서 총장의 ‘징벌적 차등 등록금제도’는 반공익적 행위라며 감사원에 감사를 청구했다.
  - 일본 동북부 지방에서 규모 7.1의 지진이 세 차례 발생하였다.
  - 조반선 다카하기~이와키 구간이 복구되어, 조반선의 이바라키현내 구간의 모든 역이 복구되었다.
- 4월 12일
  - 일본 간토 지방 지바현에서 규모 6.3의 지진이 발생했다. 한편, 일본 원자력안전보안원은 후쿠시마 원전 사태를 국제원자력 사고등급상 최악인 레벨 7로 격상했다.
  - 대한민국 농협의 이날 발생한 전산망 장애로 인해 많은 이용자들이 수일간 불편을 겪었다.
  - 조반선 와타리 이북 구간이 복구되었다.
- 4월 14일 - 미국의 이날부터 발생한 토네이도가 6개주를 강타하였으며 수일간 40여명의 사망자가 발생하였으며 앨라배마주와 노스캐롤라이나주는 비상사태를 선포하였다.
- 4월 15일 - 한국ㆍEU FTA 비준동의안이 대한민국 국회 외교통상통일위원회 법안심사 소위에서 표결한 결과 찬성표가 과반수를 넘지 못해 부결됐다.
- 4월 16일
  - 대한민국 법무부는 이날부로 성인 대상 성범죄자들도 인터넷을 통해 신상정보를 공개하였다.
  - 오스트레일리아 북동부 퀸즐랜드주와 뉴질랜드 남섬 크라이스트처치에서 각각 진도 5.4와 5.3 강진이 잇달아 발생했다.
  - 일본 간토 지방 도치기현 남부에서 규모 5.9의 지진이 발생했다. 이날 지진으로 이바라키현 남부에서 진도 5, 도쿄에서는 진도 4가 관측됐다.
- 4월 17일 - 조반선이 요쓰쿠라역까지 복구되었다.
- 4월 19일 - 버락 오바마 미국 대통령이 대 (對)조선민주주의인민공화국 제재와 관련한 새 행정명령을 발효하였다. 이날 발표된 행정명령에 따라 조선민주주의인민공화국의 상품, 서비스, 기술 등은 직접적이든 간접적이든 미국으로의 수입이 전면 금지되었다. 또 미국 내에서 혹은 미국인이 이같은 명령을 위반하거나 위반하려고 시도하는 것도 금지되며, 이를 위반하기 위한 음모도 원천적으로 금지시키고 이를 어기면 제재를 받게끔 하다.
- 4월 21일
  - 일본 도호쿠 지방 부근 바다에서 규모 5.0 이상의 지진이 잇따라 일어났다. 이날 지진은 일본 육상에서는 관측되지 않았다.
  - 가수 서태지와 배우 이지아가 이혼소송에 휘말렸다는 소식이 불거졌다.
- 4월 22일
  - 고등학교 한국사 과목이 필수과목으로 바뀌었다.
  - 대한민국 국회 국방위원회는 대한민국 해병대의 인사·예산권을 강화하고 상륙작전을 주 임무로 규정한 이른바 ‘해병대 독립법안’(국군조직법 일부 개정안)을 의결했다. 개정안에 따르면 해군은 상륙작전을 포함한 해상작전을, 해병대는 상륙작전을 주 임무로 하도록 편성되고 필요한 장비를 갖추도록 했다. 개정안은 찬성 8명, 반대 2명, 기권 2명으로 국방위를 통과했다.

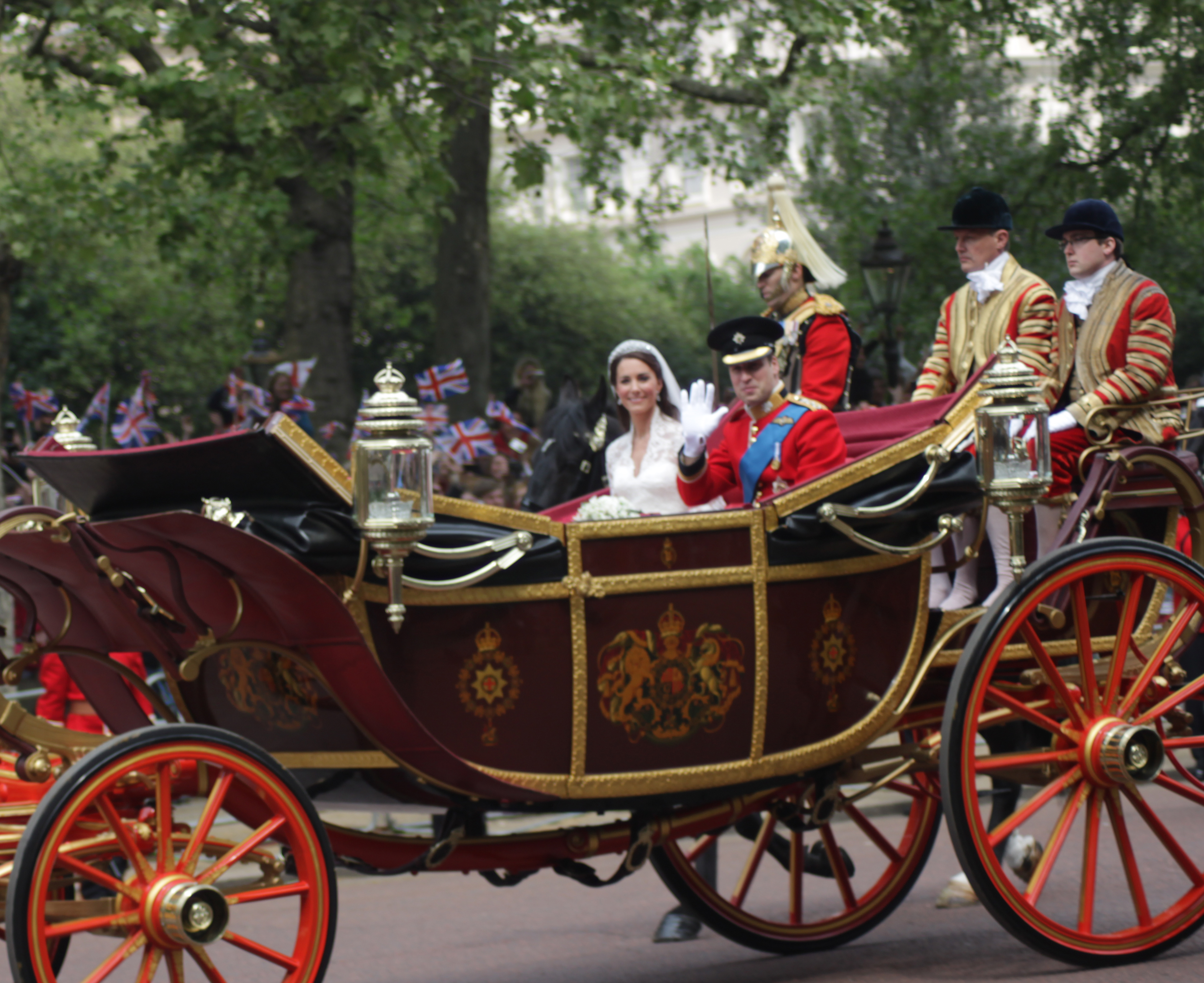
윌리엄과 케이트 왕실 부부의 마차 행렬

- 4월 25일 종합주가지수가 사상 처음으로 2200포인트를 돌파하여 역대 사상최고치를 기록하였다.
- 4월 26일- 대한민국과 베트남의 관계가 ‘전략적 협력 동반자’ 관계로 격상되었다.
- 4월 27일 - 2011년 대한민국 성남 분당을, 경남 김해을, 전남 순천 지역 국회의원과 강원도지사 등을 뽑는 상반기 재보궐 선거가 치루어졌다. 최종 투표율이 39.4%(잠정)로 집계돼 역대 재보선과 비교해 상대적으로 높은 투표율을 기록했다. 선거 결과, 여당인 한나라당은 전통적으로 여당 강세지역이었던 분당과 강원도에서 패배했다. 또한 전국 6개 선거구의 기초자치단체장 선거에서도 서울 중구·울산 중구 등 2곳에서만 승리했다.
- 4월 28일 - 미국 중남부 일대에 강력한 토네이도가 나타나 휩쓸었다. 앨라배마주에서만 180명이 숨진 것으로 확인됐으며, 미시시피주 (33명), 테네시주 (33명), 조지아주 (14명), 버지니아주 (8명), 켄터키주 (1명) 등을 포함해 최소 269명의 사망자가 발생했다.
- 4월 29일 - 영국의 월리엄 왕자와 케이트 미들턴이 웨스트민스터 사원에서 혼인하였다.

- 5월 1일

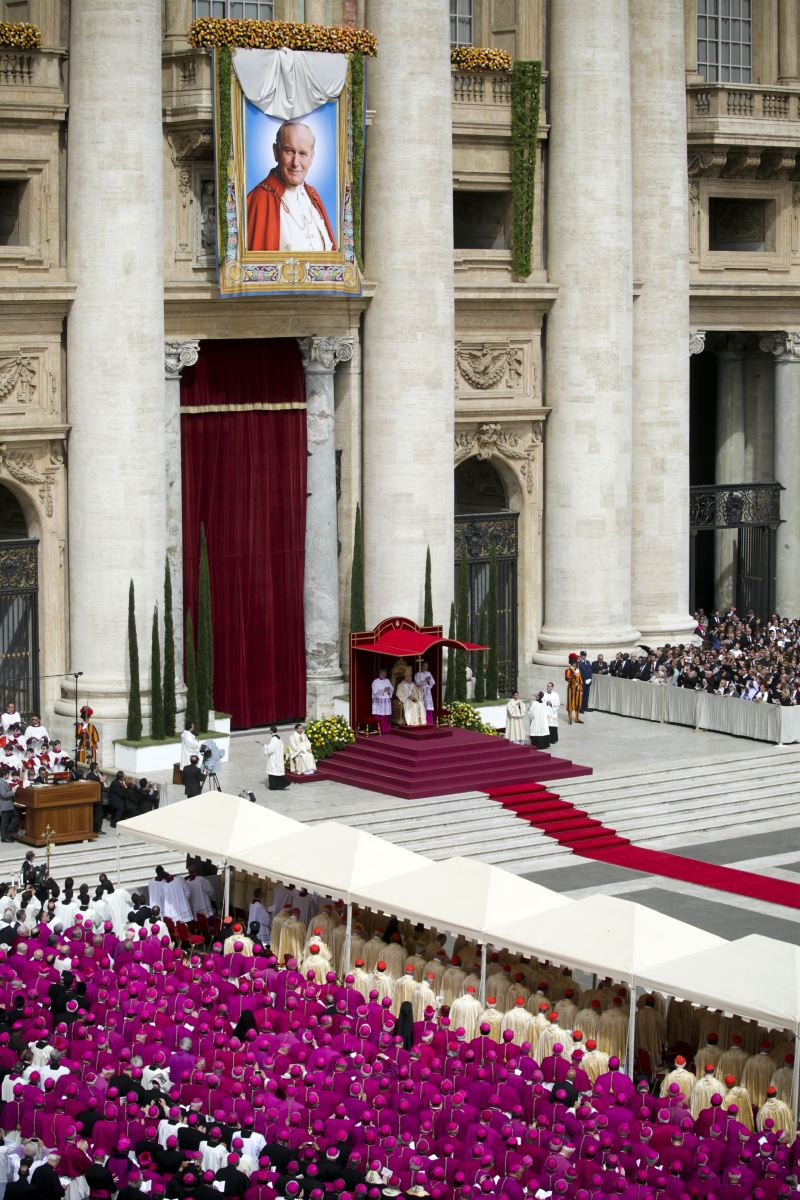
교황 요한 바오로 2세의 시복식

  - 무아마르 카다피 리비아 국가원수의 막내아들과 손자 3명이 나토군의 미사일 공습으로 사망했다.
  - 바티칸 성 베드로 광장에서 교황 요한 바오로 2세의 시복식이 거행되었다.
- 5월 2일 - 버락 오바마 미국 대통령은 알카에다 지도자 오사마 빈 라덴이 파키스탄의 수도 이슬라마바드 외곽에서 미군의 작전과정에서 사살됐다고 공식 발표하였다.
- 5월 3일
  - 트라이안 바세스쿠 루마니아 대통령이 미국의 유럽 미사일방어체계(MD)의 일환인 요격미사일 기지가 루마니아 남부에 구축될 것이라고 발표했다.
  - 유엔 총회가 유럽연합 (EU)에 ‘특별 지위’를 부여하는 결의안을 상정해 가결하였다. 이로써 EU는 성좌(聖座), 팔레스타인 자치정부와 마찬가지로 UN의 의사결정 과정에 참여할 수는 없으나 ‘상주 옵서버 (Permanent Observer)’의 지위를 얻어 EU 대표가 UN 총회에서 연설할 수 있는 자격을 갖게 됐다.
  - 국경없는 기자회(RSF)는 조선민주주의인민공화국의 김정일 국방위원장과 중국의 후진타오 국가주석, 이란의 마무드 아마디네자드 대통령, 리비아의 무아마르 카다피 국가원수, 사우디아라비아의 압둘라 빈 압둘아지즈 알사우드 국왕 등 38명을 ‘언론 약탈자’로 선정해 발표했다.
- 5월 4일
  - 대한민국 국회에서 한국·유럽연합 (EU) 자유무역협정 (FTA) 비준 동의안이 여당인 한나라당 단독으로 본회의를 열어 비준 동의안을 상정, 최종 통과했다.
  - 케냐와 에티오피아 국경지대에서 국경을 넘어 식량을 사러 온 케냐 주민들에 대한 에티오피아 민병대의 총격과 이에 따른 케냐 주민들의 보복공격으로 42명이 목숨을 잃었다.
  - 마무드 압바스 팔레스타인 수반과 칼레드 마샤알 하마스 최고지도자는 4년 가까운 정파 간 반목을 청산하고 단일 정부를 출범시키기로 합의하였다.
- 5월 5일
  - 스페인 헌법재판소가 바스크 분리주의 정당 연합체가 스페인 지방선거에 참여할 수 있도록 최종 허용했다.
  - 미국과 유럽 주요국 등이 참여한 리비아 사태 관련 연락그룹은 로마 회의에서 리비아 반군을 재정적으로 지원하기 위한 기금 설립을 발표했다.
- 5월 6일
  - 테러 조직 알 카에다가 오사마 빈 라덴의 사망을 공식 확인하고, 미국과 그 동맹국에 대해 보복하겠다고 밝혔다.
  - 시리아 전역에서 수만 명이 민주화 요구 시위에 참가한 가운데, 군경의 발포 등 강경 진압으로 인하여 21명이 숨졌다.
  - 바티칸 스위스 근위대의 신병 선서식이 거행되었다.
  - 코트디부아르의 알라산 우아타라 대통령이 취임하였다.
- 5월 7일
  - 싱가포르에서 총선 실시 결과, 집권여당인 인민행동당의 압승으로 끝났으나 야당이 사상 최대 의석을 확보하면서 약진하게 되었다.
  - 이집트 카이로에서 이슬람 극보수 정파 살라피 무슬림들과 콥트교 그리스도인들 사이의 유혈 충돌로 모두 12명이 숨지고 238명이 부상했다.
- 5월 11일 - 스페인 동남부 무르시아에서 규모 4.4와 5.2의 지진이 두 차례 일어나 최소 10명이 사망하고 수십 명이 부상했으며 주택과 공공건물, 성당 등의 건물이 잇달아 붕괴하는 피해가 발생했다.
- 5월 12일
  - 대한민국의 서울역과 서울고속버스터미널의 대합실 사물함에서 부탄 가스 사제 폭탄이 폭발했다.
  - 대한민국과 덴마크가 ‘전략적 동반자 관계’와 ‘녹색성장 동맹’을 체결하였다.
  - 교황 베네딕토 16세는 옥현진 (시몬) 신부를 천주교 광주대교구 보좌주교로 임명하였다.
- 5월 16일 - 유엔 안전보장이사회 보고서에 따르면 조선민주주의인민공화국이 서부 해안에 인접한 봉동리 동창동의 2번째 장거리미사일 발사기지 건설을 완료했거나 거의 완료한 것으로 보인다. 동창동 장거리미사일 발사기지는 함경북도 화대군 무수단리에 있는 기존의 대륙간탄도미사일 (ICBM) 발사기지보다 규모가 5배 정도 큰 것으로 전해졌다.
- 5월 17일 - 대한민국 국제과학비즈니스벨트의 거점지구로 치열한 유치경쟁 끝에 대전 (신동·둔곡 지구)이 75.01점으로 선정되었다.
- 5월 22일 - 아이슬란드 그림스뵈튼 화산에서 지진을 동반한 화산폭발이 발생하였다. 연기가 20 km 상공까지 도달함에 따라 아이슬란드 당국은 영공을 폐쇄하였다.
- 5월 23일 - 대한민국의 아나운서 송지선이 서초동 자신의 오피스텔 19층에서 투신 자살하였다.
- 5월 25일 - 대한민국의 5·18 광주 민주화 운동 관련 기록물과 조선 왕조 후기 임금의 일기인 일성록이 유네스코 세계기록유산에 등재되었다. 두 기록물의 등재로 대한민국은 아시아에서 가장 많은 9건의 세계기록유산을 가진 나라가 되었다.
- 5월 27일 - 1866년 병인양요 때 프랑스군에 약탈되었던 297책의 외규장각 의궤가 대한민국에 모두 반환되었다.
- 5월 30일 - 조선민주주의인민공화국 국방위원회가 대변인 성명을 통해 천안함 사건과 연평도 사건에 대해 사과를 요구하는 대한민국 정부의 원칙론을 비난하고 대한민국과는 더 이상 상종하지 않을 것이라고 밝혔다. 이어 실제적인 행동 조치로 동해지구 군 통신선과 금강산 지구 통신연락소를 차단하겠다고 밝혔으며, 대북 심리전에 대해서는 임의의 시간에 임의의 대상을 목표로 물리적으로 대응하게 될 것이라고 위협했다.
- 6월 1일
  - FIFA 회장 선거에서 제프 블래터가 모하메드 빈 함맘을 누르고 4번째로 다시 회장에 당선되었다.
  - 예멘 수도 사나에서 정부군과 반정부 성향의 하시드 부족이 교전을 벌여 최소 41명이 숨졌다.
  - 나이지리아에서 인신매매용 아기를 낳게 하기 위해 10대 소녀들을 가두고 강제로 임신시킨 일명 ‘아기 공장’이 현지 경찰에 의해 적발되었다.
- 6월 2일
  - 대한항공 A380 1호기가 툴루즈를 출발해 인천국제공항에 도착하였다.
  - 라트비아 의회는 새 대통령으로 안드리스 베르진슈 의원을 선출했다.
  - 일본 국회에서 자민당을 비롯한 야당이 제출한 내각 불신임안 표결이 여당인 민주당 의원들이 대부분 반대표를 던지면서 찬성 152 대 반대 293으로 부결됐다. 간 나오토 일본 총리는 내각 불신임안 표결 직전 동일본 대지진과 후쿠시마 원전사고에 대한 수습 전망이 나오는 시점에 퇴진하겠다는 의사를 밝혔다.
- 6월 3일
  - 시리아 남부와 동북부 등에서 보안군이 반정부 시위자들에게 발포, 최소 27명이 사망했다.
  - 일본 오사카부 의회가 공립학교 교직원들로 하여금 일본 국가 기미가요를 부를 때 자리에서 일어나도록 하는 조례를 가결했다.
  - 예멘 수도 사나에 있는 대통령궁을 겨냥한 2발의 포탄공격으로 알리 압둘라 살레 대통령이 경미한 상처를 입었으며, 대통령 경호원 4명이 숨지고 예멘 의회 의장과 총리도 각각 중ㆍ경상을 입었다. 공격 주체가 누구인지는 확인되지 않았다.
- 6월 11일 - 조선민주주의인민공화국 주민 9명이 소형 선박을 타고 서해 우도 해상으로 대한민국으로 넘어왔다. 이들은 대한민국으로의 귀순 의사를 표명하였다.
- 6월 15일 - 대한민국에서 연평도와 백령도 등 서북 5개 도서의 방어를 전담하는 서북도서방위사령부 (서방사)가 창설식을 열고 공식적인 임무 수행에 돌입하였다.
- 6월 16일 - 알카에다가 사망한 오사마 빈 라덴의 뒤를 이을 지도자로 아이만 알자와히리를 지명했다고 밝혔다.
- 6월 17일 - 인천광역시 교동도에서 해병대 민항기 오인 사격 사건이 발생하였다.
- 6월 20일 - 러시아 북서부 카렐리아 공화국에서 러스에어 소속 Tu-134 항공기가 추락한 사고로 44명이 숨지고 8명이 부상했다.
- 6월 26일 - 제5호 태풍 메아리가 대한민국과 조선민주주의인민공화국에 직.간접적 영향을 주었다. 대한민국 기상 관측 사상 처음으로 6월에 서해상을 관통한 태풍이 되었다.

### 7월 ~ 12월
- 7월 1일
  - 대한민국과 ~ 유럽연합(EU)의 자유무역협정(FTA)이 발효되었다.
  - 충청남도 당진군이 당진시로 승격할 예정임을 확정지었다.
  - 대구광역시, 경상북도 경산시 교통요금 15% 상승한 날이다.
  - 독일, 징병제 폐지.
- 7월 4일 - 강화도 해병대 총기 난사 사건.
- 7월 6일
  - 남아프리카공화국 더반에서 열린 제123차 IOC총회에서 대한민국 강원도 평창이 2018년 동계 올림픽 개최지로 선정되었다.
  - 천주교 광주대교구 보좌주교에 임명된 옥현진(시몬) 주교의 서품식이 임동 주교좌 성당에서 열렸다.
- 7월 9일 - 남수단이 수단에서 독립하였다.
- 7월 11일 - CM 펑크가 주도한 파이프밤사건이 터졌다.
- 7월 14일 - 남산1호터널에서 택시 폭발사고가 발생하였다.
- 7월 18일 - 중화인민공화국 신장 위구르 자치구 허톈시에서 위구르족과 중국 공안 간 충돌사건이 발생하였다. 이번 사건으로 위구르족 20명이 중국 공안의 총격과 폭행으로 사망했다. 허톈에는 계엄령이 발령되었으며, 카스 등 다른 위구르족 집중 거주지에도 중국 공안의 보안이 크게 강화됐다.
- 7월 22일 - 노르웨이의 수도 오슬로와 근교 우퇴위아섬에서 연쇄 테러가 발생해 백여명의 사상자가 발생하였다.
- 7월 24일
  - 일본에서 아날로그텔레비전 방송이 종료되고 디지털텔레비전 방송으로 전환되었다(후쿠시마현, 이와테현, 미야기현은 2012년 3월31일에 아날로그텔레비전 방송 종료 및 디지털텔레비전 방송으로 전환예정). 이로써 일부 BS방송을 제외한 전 방송국이 디지털 텔레비전 방송만 송출한다.
  - 중국 원저우에서 고속철도 간의 추돌사고로 인해 250여명의 사상자를 냈다.
- 7월 27일
  - 일강수량 301.5mm의 기록적인 집중호우로 인해 우면산 산사태가 발생하였고, 인근 주민 16명이 사망.
  - 강원도 춘천시에서 산사태가 일어나 9명이 사망하고 20명이 실종되는 사고가 일어났다.
- 7월 28일 ~ 8월 20일 - 2011년 FIFA U-20 월드컵이 콜롬비아에서 개최하였다.
- 7월 28일 - 인천국제공항을 출발해 푸동국제공항으로 가던 아시아나항공 991편이 화물칸 화재로 제주국제공항으로 회항하던 중 제주특별자치도 해상에 추락했다.
- 7월 29일 - 서울중앙지검 공안1부는 조선 노동당 225국의 지령을 받아 대한민국에 지하당 왕재산 간첩단을 구성해 간첩활동을 한 혐의로 정치인, 미디어 업체 종사자 등 5명을 구속했으며, 학계와 정계, 노동계 등 각계 인사 수십 명에 대한 수사를 시작하였다.
- 7월 31일 - 2014년 FIFA 월드컵 예선의 조 추첨이 브라질에서 진행되었다.
- 8월 1일 - 대한민국 공중조기경보통제기 1호기 피스아이가 미국 시애틀 보잉사 공장에서 현지 시험검사를 마치고 공군 5전술비행단 김해기지에 도착했다.
- 8월 3일 - 2011년 미스코리아 본선이 개최되었다.
- 8월 5일 - 국제신용평가사인 스탠더드 앤드 푸어스(S & P)가 미국의 국가신용등급을 최고등급 AAA에서 AA+로 한 단계 하향 조정하였다. 이로써 세계 최고의 경제대국인 미국의 국채 신용등급은 영국, 독일, 프랑스, 캐나다보다 낮아지게 됐다.
- 8월 6일
  - 시리아 보안군이 현정부의 퇴진을 촉구하는 시위가 열린 가운데 반정부 시위대를 공격해 최소 24명이 숨졌다.
  - 영국에서 한 청년이 경찰의 총격으로 사망하면서 토트넘에서 폭동이 일어났다.
- 8월 8일
  - 토트넘에서 시작된 폭동이 런던을 비롯해 버밍엄과 리버풀, 브리스틀 등 영국의 여러 주요 도시로 번져갔다.
  - 제9호 태풍 무이파가 한반도, 중국, 오키나와에 직.간접적인 영향을 주었다. 제주도 및 전남지방에서는 8월 강수량 및 풍속 극값이 경신되었다.
- 8월 10일 - 중화인민공화국의 첫 항공모함인 바랴크함이 첫 시험 항해에 나섰다. 이로써 중화인민공화국은 세계에서 10번째로 항모 보유국에 이름을 올리게 됐다.
- 8월 16일 - 국제신용평가사 피치는 미국의 국가 신용등급을 최고등급인 AAA로 유지한다고 밝혔다. 향후 전망도 변동할 가능성이 거의 없음을 뜻하는 ‘안정적’으로 평가했다.
- 8월 19일 - 대한민국 경찰이 강력 범죄 진압을 위해 범인 검거에 결정적인 영향을 미치는 총기의 사용을 좀 더 체계적으로 운용하기로 하고, 경찰관들에게 개인 전용 총기를 지급하기로 했다.
- 8월 22일 -
  - 리비아 반군이 인어의 새벽으로 명명된 수도 트리폴리 진공 작전을 개시하여 트리폴리의 주요 거점들을 무혈 입성으로 장악했다.
  - 대한민국과 몽골은 양국 관계를 ‘포괄적 동반자 관계’로 한 단계 높이고, 에너지·자원 분야의 협력을 대폭 강화하기로 합의했다.
  - 조선민주주의인민공화국 금강산국제관광특구지도국 대변인이 담화를 통해 금강산 내 대한민국 측 재산에 대해 법적 처분을 하겠다고 밝혔다. 아울러 금강산 국제관광특구에 남아 있는 대한민국측 성원들은 72시간 안에 나가야 한다고 요구하였다.
- 8월 23일 - 조선민주주의인민공화국의 요구에 따라 금강산 관광지구에 남아 있던 대한민국 국민 14명이 동해선 남북출입사무소를 통해 남측으로 돌아왔다. 대한민국 정부는 조선민주주의인민공화국 측의 일방적 조치는 받아들일 수 없고 철회해야 한다는 입장을 밝혔다.
- 8월 24일
  - 신용평가회사 무디스가 일본의 국가신용을 나타내는 장기국채 신용등급을 ‘Aa2’에서 ‘Aa3’으로 한 단계 떨어뜨렸다. 무디스가 일본의 국가신용등급을 낮춘 것은 2002년 이후 9년 만이다. 무디스는 일본 주요 은행의 신용등급도 한 단계씩 낮췄다.
  - 미국 버지니아주에서 지진이 발생하였다.
  - 스티브 잡스가 애플의 CEO에서 사임하고, 팀 쿡이 새로운 애플의 CEO로 선임되었다.
- 8월 26일
  - 대한민국 방송통신위원회가 한국대학총학생회연합의 홈페이지를 강제로 폐쇄하였다.
  - 오세훈 서울시장이 시장직을 사퇴하였다.
- 8월 27일 ~ 9월 4일 - 대한민국 대구에서 2011 대구세계육상선수권대회가 개최되었다.
- 9월 4일 - 일본 중남부 지역을 12호 태풍 탈라스가 유린하면서 22명이 숨지거나 실종됐다.
- 9월 11일
  - 2011년 FIFA 비치사커 월드컵에서 러시아가 대회 우승을 차지하였다.
  - 인도네시아 동부 말루쿠주 암본에서 이슬람교도들이 기독교도 거주지역을 습격하는 폭동이 발생, 경찰이 이를 진압하는 과정에서 3명이 숨지고 60여명이 다쳤으며 주택과 차량도 다수 불탔다.
  - 911 테러 10주기가 되는 날이다.
- 9월 12일 - 미스 유니버스 2011이 브라질의 상파울루에서 열렸으며 앙골라 출신의 레일라 로페스가 1위를 차지했다.
- 9월 14일 - 네덜란드 법원이 1947년 네덜란드군이 식민지였던 인도네시아에서 저지른 민간인 학살에 대해 당사자와 유가족에게 배상하라는 판결을 내렸다.
- 9월 15일
  - 2011년 아시아 남자 농구 선수권 대회가 시작되었다.
  - 오후 3시 11분께 대한민국의 서울과 인천, 수원, 성남의 일부 지역에서 정전 사태가 발생하기 시작해 도심 상가와 신호등, 엘리베이터, 사무실 곳곳에서 업무가 마비됐다. 일부 지역에서는 휴대전화 이용도 한때 중단되었다. 예상치 못한 무더위로 전력 수급 사정이 악화돼 정전이 발생한 것으로 보인다.
  - 싸이월드가 소셜 네트워크 서비스 C로그를 런칭하다.
- 9월 17일 - 대한민국 최초의 특전예비군부대가 경기도 용인 육군 제55사단에서 창설됐다. 55사단 예하 특전예비군부대는 용인과 인근 7개 시ㆍ군에서 선발된 특전사 출신 예비군과 지원자 121명, 9개 중대로 구성됐다.
- 9월 20일
  - 국제신용평가사 스탠더드 앤드 푸어스(S&P)가 이탈리아의 장기 국가신용등급을 A+에서 A로, 단기 국가신용등급을 A-1+에서 A-1로 각각 한 단계 내렸다.
  - 미국에서 동성애자의 군복무가 전면 허용되었다.
- 10월 5일 - 스티브 잡스가 56세의 나이로 별세하였다.
- 10월 10일 - 신해혁명 발생 100주년이자 중화민국 건국 100주년이기도 하다.
- 10월 10일 ~ 10월 21일 - 유엔 사막화 총회가 창원에서 개최하였다.
- 10월 20일 - 리비아의 독재자 무아마르 카다피가 그의 고향 시르테에서 시민군에게 피살당함으로써 리비아 내전이 종결되었다.
- 10월 23일 - 프리미어리그에서 맨체스터 유나이티드가 영국 잉글랜드 그레이터맨체스터주 올드 트래퍼드에서 열린 맨체스터 더비에서 같은지역 라이벌 맨체스터 시티에게 85년만에 1 : 6으로 패배했다.
- 10월 31일 - 세계 인구가 70억명을 돌파하였다.
- 11월 5일 - AFC 챔피언스리그 2011 결승전에서 알사드가 전북 현대를 누르고 우승했다.
- 11월 11일 ~ 11월 22일 - 2011년 동남아시아 경기 대회가 개최하였다.
- 11월 22일 - 한미 자유무역협정 비준 동의안이 대한민국 국회를 통과했다.
- 11월 23일 - 예멘의 독재자 살레가 정권 이양에 서명했다.
- 11월 25일 ~ 11월 29일 - 2011년 아시아 시리즈가 개최되어 한국시리즈 우승 팀인 삼성 라이온즈가 대한민국 팀으로는 처음으로 우승을 차지하였다.
- 11월 28일 - KBS 2TV(KBS 1TV는 제외), MBC, SBS 3개 지상파 HD방송이 중단되면서 시청자들이 불편을 겪게 되었다.
- 12월 5일 - 대한민국이 세계에서 9번째로 무역수지 1조 달러를 돌파하였다.
- 12월 11일 - 제17차 유엔기후변화협약 당사국총회(COP 17) 각국 대표단은 2012년 말 만료되는 교토의정서 시한을 연장하는 한편 2020년에 모든 나라가 참여하는 새 기후체제를 출범시키기로 합의했다.
- 12월 12일 - 서해상에서 불법조업 중이었던 중국 어선들을 나포하던 대한민국의 해양경찰관이 중국 선원에게 피살당하였다.
- 12월 13일 - 세계최대의 철강회사 포스코 박태준 명예회장이 급성폐부종으로 사망하였다.
- 12월 15일 - 대한민국 국방과학연구소가 중거리 지대공유도무기 천궁을 독자 개발하는데 성공하였다.
- 12월 17일
  - 러시아의 세계 무역 기구(WTO)에 가입 승인이 제네바 WTO 본부에서 발표되었다.
  - 조선민주주의인민공화국의 김정일 국방위원장이 오전 8시 30분 열차에서 급성 심근경색, 심장마비(쇼크)등 합병으로 사망하였다.
- 12월 20일 -
  - 대구 중학생 자살 사건이 발생하다.
  - 대한민국 최초의 메이저리거 박찬호 선수가 국내 프로야구 한화 이글스 구단에 입단하였다.
- 12월 21일
  - 최강희가 대한민국 축구 국가대표팀 새 사령탑에 선임되었다.
  - 조반선의 하라노마치~소마 구간이 복구되었다.
- 12월 30일 - 포틀랜드 팀버스와 밴쿠버 화이트캡스가 메이저 리그 사커에 추가되고, 푸에르토리코 리그에 승강제가 시행되었다.

## 문화
- 1월 7일 - 동방 정교회의 주님 성탄 대축일(성탄절)
- 1월 7일 ~ 1월 29일 - 카타르에서 AFC 아시안컵을 개최하였다.
- 1월 14일 - 파주 교하읍과 서울 상암동을 잇는 제2자유로가 개통되었다.
- 1월 27일~2월 6일 - 튀르키예 에르주룸에서 동계 유니버시아드가 개최하였다.
- 1월 29일 - 2011년 AFC 아시안컵이 일본이 네 번째 우승으로 폐막하였다.
- 1월 30일~2월 6일 - 카자흐스탄 아스타나와 알마티에서 2011년 동계 아시안 게임을 개최하였다.
- 1월 31일 - 순천완주고속도로의 순천~서남원 구간이 개통되었다.
- 2월 4일
  - IANA가 IPv4의 할당 중지를 선언했다.
  - 미국의 항공모함용 무인전투기 X-47B가 미국 캘리포니아주 에드워즈 공군 기지에서 첫비행에 성공했다.
- 2월 12일 - 대구극동방송이 개국하였다.
- 2월 15일~2월 18일 - 평창, 2018년 동계 올림픽 IOC 실시.
- 2월 19일 - 평창, 2018년 동계 올림픽 IOC 기자회견 발표.
- 2월 22일 - MS사에서 윈도우 7 서비스팩 1 발표.
- 3월 2일 - 교육과학기술부(현 교육부)가 초·중·고등학교 1학년의 교과목 수를 8과목으로 줄였다.
- 3월 10일 - 현대 벨로스터가 출시되었다.
- 3월 12일 - 규슈 신칸센의 하카타~신야쓰시로 구간이 개통되면서 규슈 신칸센의 가고시마 루트 전 구간이 개통되어, 산요 신칸센과 상호 직결 운행을 개시했다.
- 3월 14일 - 마이크로소프트에서 인터넷 익스플로러 9가 출시되었다.(지원 운영 체제 - 윈도우 비스타, 윈도우 서버 2008, 윈도우 7, 윈도우 서버 2008 R2)
- 3월 18일 - 조반선 도리데~쓰치우라 구간이 복구되었다.
- 3월 19일 - 하남BRT가 개통되었다.
- 3월 20일 - 부산 KT 소닉붐 프로농구단이 41승 13패로 정규시즌 우승을 차지하였다.
- 3월 24일 - 대한민국 해군의 세 번째 이지스함인 서애 류성룡함의 진수식이 거행되었다.
- 3월 25일 - 천주교 수원교구 보좌주교로 임명된 이성효(리노)주교의 주교 서품식이 거행되었다.
- 3월 29일 - KBO는 엔씨소프트의 프로야구 제9구단 가입을 최종 승인했다.
- 3월 30일
  - 부산 도시철도 4호선 미남역~안평역 전 구간이 개통되었다.
  - 2014년 FIFA 월드컵 아시아 지역 예선 1라운드 및 2라운드 추첨을 하였다.
- 3월 31일 - 서해선(소사~원시선) 통근 전철이 착공하였다.
- 4월 1일
  - 옥구선 열차 운행을 다시 시작하다.
  - NHK 위성 제2텔레비전과 NHK 디지털 위성 하이비전이 통합되어 NHK BS 프리미엄이 되다.
- 4월 8일 - 천주교 대구대교구가 설정 100주년을 맞이하였다.
- 4월 9일 - NH농협 2010년~2011년 V-리그 포스트시즌에서 대전 삼성화재 블루팡스와 수원 현대건설 힐스테이트가 우승하였다.
- 4월 14일 - 프랑스 국립도서관에 보관 중인 외규장각 1차분이 인천국제공항을 통해 국립중앙박물관으로 옮겨졌다.
- 4월 16일 - 서울특별시 여의도에 여의도 시민요트나루가 개장하였다.
- 4월 19일 - 대한민국의 걸그룹 에이핑크가 몰라요로 데뷔하였다.
- 4월 25일 - 전라남도 신안군청이 목포시에서 신안군 압해읍으로 이전하였다.
- 4월 26일 - 2010~2011년 대한민국 프로 농구 포스트시즌에서 전주 KCC 이지스가 우승을 차지하였다.
- 5월 4일 - KAI FA-50 첫 비행
- 5월 14일
  - 광주광역시의 무등산 정상이 45년만에 개방되었다.
  - 조반선이 히사노하마역까지 복구되었다.
- 6월 5일~6월 25일-2011년 CONCACAF 골드컵이 미국에서 개최되었다.
- 6월 6일
  - 천주교 인천교구가 교구 설정 50주년을 맞이하였다.
  - 2011년 전반기 대한민국 고교야구 주말리그에서 충암고등학교가 우승을 차지하였다.
- 6월 18일~7월 10일 - 2011년 FIFA U-17 월드컵이 멕시코에서 개최되었다.
- 6월 25일 - 2011년 CONCACAF 골드컵이 멕시코의 우승으로 막을 내렸다.
- 6월 26일 - 2011년 FIFA 여자 월드컵이 독일에서 개최되었다.
- 6월 29일 - 제주특별자치도가 지상파 아날로그 TV방송을 오후 2시부로 종료하였다.
- 7월 1일 - 대한민국의 YTN Weather, 디스코, 디즈니 채널 개국.
- 7월 2일~7월 24일 - 2011년 코파 아메리카가 아르헨티나에서 개최되었다.
- 7월 6일 - 국제 올림픽 위원회에서 2018년 동계 올림픽 개최지가 대한민국 강원도 평창으로 결정이 났다.
- 7월 10일 - 2011년 FIFA U-17 월드컵에서 멕시코가 대회 우승을 차지하였다.
- 7월 12일 - MS사가 윈도우 비스타 서비스팩 1의 지원을 종료하였으며, 이와 동시에 마이크로소프트 오피스 XP도 판매와 지원을 종료하였다.
- 7월 14일 - 대한체육회 박용성 회장이 아시아 올림픽 평의회 부회장으로 선임되었다.
- 7월 16일 - 2011년 미식축구 월드컵에서 미국이 대회 우승을 차지하였다.
- 7월 16일~7월 31일 - 상하이에서 세계 수영 선수권 대회가 개최되었다.
- 7월 17일 - 2011년 FIFA 여자 월드컵에서 일본이 대회 우승을 차지하였다.
- 7월 21일 - 애틀랜티스 우주왕복선이 마지막 임무인 STS-135를 마치고 귀환함으로써 우주왕복선 프로젝트가 종료되었다
- 7월 23일 - 소녀시대가 《2011 GIRLS` GENERATION TOUR》라는 타이틀로 두 번째 단독콘서트를 개최하였다.
- 7월 25일 - 2011년 코파 아메리카에서 우루과이가 대회 우승을 차지하였다.
- 8월 11일 - 2011년 후반기 대한민국 고교야구 주말리그에서 대구상원고등학교가 우승을 차지하였다.
- 8월 13일~8월 23일 - 중국 선전에서 하계 유니버시아드가 개최하였다.
- 8월 16일 ~ 8월 21일 - 스페인 마드리드에서 제24차 세계청년대회가 개최하였다.
- 8월 20일 - 2011년 FIFA U-20 월드컵에서 브라질이 대회 우승을 차지하였다.
- 8월 27일~9월 4일 - 대한민국 대구에서 세계육상선수권대회가 개최되었다.
- 8월 27일~9월 10일 - 누벨칼레도니 누메아에서 2011년 태평양 게임을 개최하였다.
- 8월 28일~9월 1일 - 2011년 아시아 청소년 야구 선수권 대회가 일본의 요코하마시에서 개최되었다.
- 8월 31일 - 제6회 2011년 서울 드라마 어워즈가 개최되었다.
- 9월 1일 - 진주문화방송과 창원문화방송이 통합되어 MBC경남이라는 새로운 이름의 지상파방송국으로 출범하였다.
- 9월 1일 - 현대 i40가 출시되었다.
- 9월 1일 - 2011년 아시아 청소년 야구 선수권 대회에서 일본이 대회 우승을 차지하였다.
- 9월 1일 - 2012년 하계 올림픽 축구 예선이 시작되었다.
- 9월 1일~9월 11일 - 2011년 FIFA 비치사커 월드컵이 개최되었다.
- 9월 3일~9월 18일 - 2011년 올아프리카 게임이 모잠비크 마푸토에서 개최되었다.
- 9월 16일 - 부산-김해경전철 사상역~가야대역 전 구간이 개통되었다.
- 10월 5일 - 전라선 익산~여수엑스포 구간이 복선전철화되어 개통하였으며, 동시에 여수엑스포까지 KTX가 운행을 시작하였다.
- 10월 6일 - 부산 국제영화제 개막.
- 10월 10일 - 조반선이 히로노까지 복구되었다.
- 10월 13일~10월 30일 - 2011년 팬아메리칸 게임이 개최하였다.
- 10월 14일 - IPhone 4S을 공식 출시 발표하였다.
- 10월 15일 - 대한민국 FA컵 2011 결승전에서 성남 천마 일화가 우승하였다.
- 10월 21일 - SBS TV의 지구촌 오지 체험 예능 프로그램 '정글의 법칙'이 첫방송을 개시하였다.
- 10월 28일 - 신분당선 강남~정자 구간이 개통되었다.
- 10월 31일 - KBO 리그 한국시리즈 5차전에서 삼성 라이온즈가 SK 와이번스를 1대 0으로 꺾고 시리즈 전적 4승 1패로 2006년 이후 5년만에 통산 5번째 우승을 달성하였다.
- 11월 10일 - 대한민국에서 2012학년도 대학수학능력시험이 실시되었다.
- 11월 11일 - KBS 2TV의 금요 시추에이션 드라마 '부부클리닉 사랑과 전쟁(시즌 2)'이 시즌 1을 시청했던 수 많은 시청자들의 요구에 따라 2년 7개월간의 공백을 깨고 다시 부활되었다.
- 11월 20일 - 대한민국 대구광역시에서 대구원음방송이 개국하였다.
- 11월 29일 -
  - 제6차 유네스코 무형유산위원회는 택견, 줄타기, 한산모시짜기를 유네스코 세계무형유산으로 선정하였다. 이로써 한국은 인류무형유산을 모두 14건 보유하게 됐다.
  - 기아 레이가 출시되었다.
- 11월 30일 - 인천국제공항철도 공덕역이 개통되었다.
- 12월 1일 - 대한민국의 종합편성채널인 채널A, TV조선, JTBC, 매일방송, HTS, JHGN, YKBC, O채널, TV천리안 및 보도전문채널 뉴스Y(현 연합뉴스TV)가 일제히 개국했다.
- 12월 2일 - UEFA 유로 2012 본선 조 추첨이 발표되었다.
- 12월 16일 - 대한민국에서 유일무이하게 바다 위에 2층으로 지은 다리인 거금대교가 개통하였다.
- 12월 8일 ~ 12월 18일 - FIFA 클럽 월드컵 2011이 개최되었다.
- 12월 9일 ~ 12월 23일 - 2011년 팬아랍 게임이 개최되었다.
- 12월 24일 - KBS 연예대상에서 해피선데이 - 1박 2일이 대상을 수상하였다.
- 12월 28일 - 분당선 죽전~기흥 구간이 개통되었다.
- 12월 29일 - MBC 방송연예대상에서 일밤 - 나는 가수다에서 대상을 수상하였다.
- 12월 30일 - SBS 연예대상에서 유재석이 대상을 수상하였다.
  - MBC 드라마대상에서 최고의 사랑이 대상을 수상하였다.
- 12월 31일
  - 대한민국에서 네이버, 다음, 네이트, 엔씨소프트, 한게임은 마이크로소프트의 웹브라우저인 인터넷 익스플로러 6에 대한 모든 지원을 중단했다.
  - KBS 연기대상에서 신하균이 SBS 연기대상에서 한석규가 대상을 수상하였다.

## 탄생

### 1월
- 1월 8일
  - 덴마크의 왕자 덴마크 왕자 빈센트.
  - 덴마크의 공주 덴마크 공주 요세피네.
- 1월 14일 - 일본의 아이돌 카와바타 히나.
- 1월 23일 - 대한민국의 아역 배우 조하라.
- 1월 27일 - 대한민국의 트로트 가수 임서원.

### 2월
- 2월 28일 - 대한민국의 아역 배우 이설아.

### 3월
- 3월 5일 - 대한민국의 아역 배우 홍동영.
- 3월 6일 - 대한민국의 아역 배우 김단우.
- 3월 10일 - 대한민국의 영화뱌우 박예찬.
- 3월 13일 - 대한민국의 배우, 모델 윤서연.
- 3월 18일 - 대한민국의 아역 배우 김설.

### 4월
- 4월 5일 - 대한민국의 아역 배우 유준서.
- 4월 6일 - 대한민국의 가수 주하.
- 4월 21일 - 대한민국의 영화배우 조현서.

### 5월
- 5월 2일 - 대한민국의 아역 배우 오아린.
- 5월 17일 - 대한민국의 트로트 가수 송도현.

### 6월
- 6월 3일 - 대한민국의 트로트 가수 홍잠언.

### 7월
- 7월 11일 - 대한민국의 유튜버 길라임. (라임튜브)
- 7월 13일 - 대한민국의 아역 배우 김건우.
- 7월 18일 - 대한민국의 아역 배우 유나.

### 8월
- 8월 8일 - 대한민국의 배우 성동일의 차녀 성율.
- 8월 14일 - 대한민국의 유튜버 최나린. (토깽이네)
- 8월 26일 - 대한민국의 아역 배우, 모델 김효경.

### 9월
- 9월 5일 - 대한민국의 유튜버 김리흔.
- 9월 20일 - 대한민국의 아역 배우 이한나.
- 9월 21일 - 대한민국의 유튜버 김사랑. (사랑아 놀자)
- 9월 22일 - 대한민국의 아역 배우 박다연.

### 10월
- 10월 6일 - 미국의 유튜버 라이언 카지. (라이언 토이즈 리뷰)
- 10월 11일 - 대한민국의 아역 배우 주예림.
- 10월 24일 - 대한민국의 이종격투기 선수 추성훈의 딸 추사랑.

### 11월
- 11월 8일 - 대한민국의 아역 배우 정현준.

### 12월
- 12월 14일 - 대한민국의 아역 배우 옥예린.
- 12월 19일
  - 대한민국의 아역 배우 박규림.
  - 대한민국의 아역 배우 김지우

### 미상
- 대한민국의 아역 배우 김태연.

## 사망

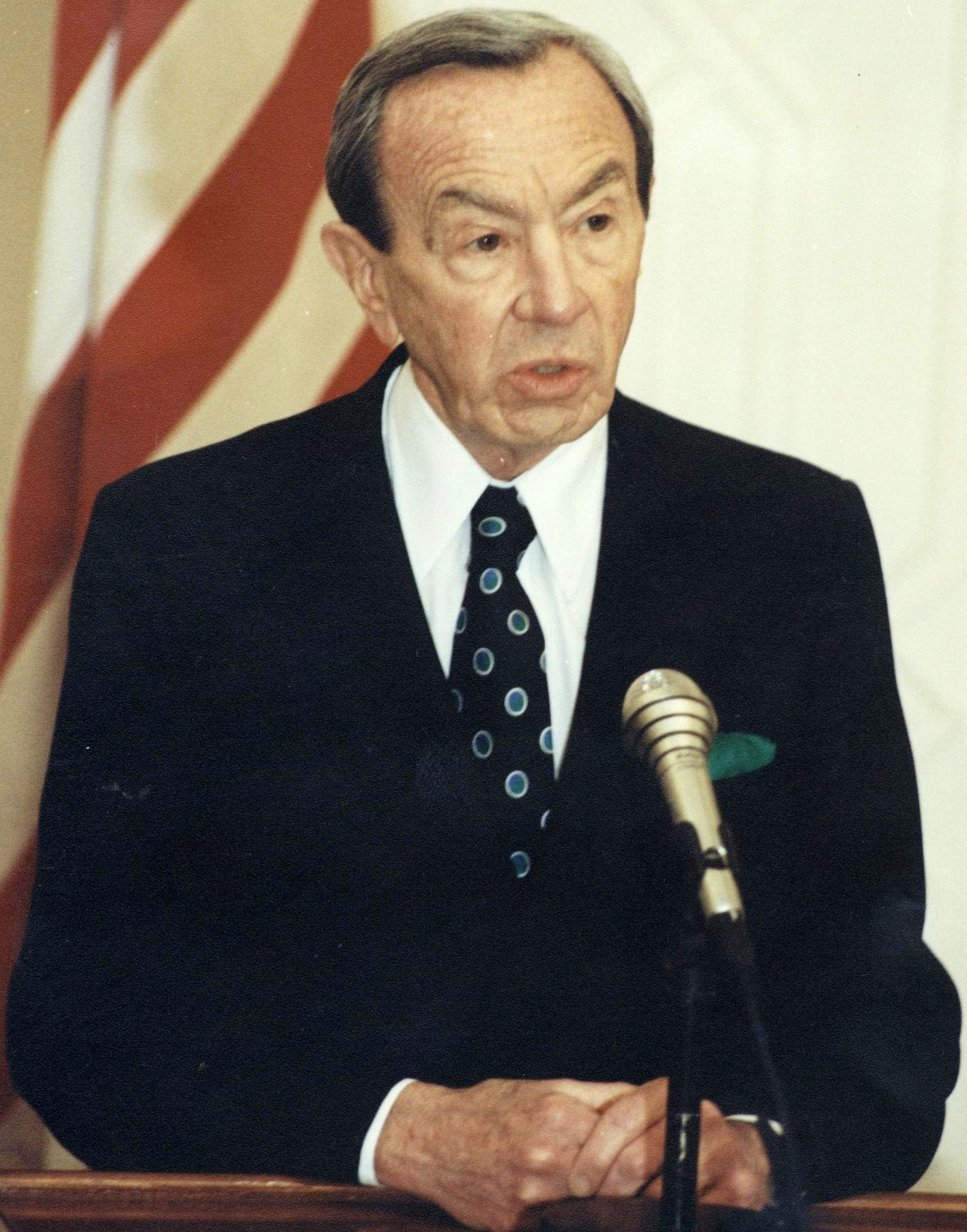
워런 크리스토퍼

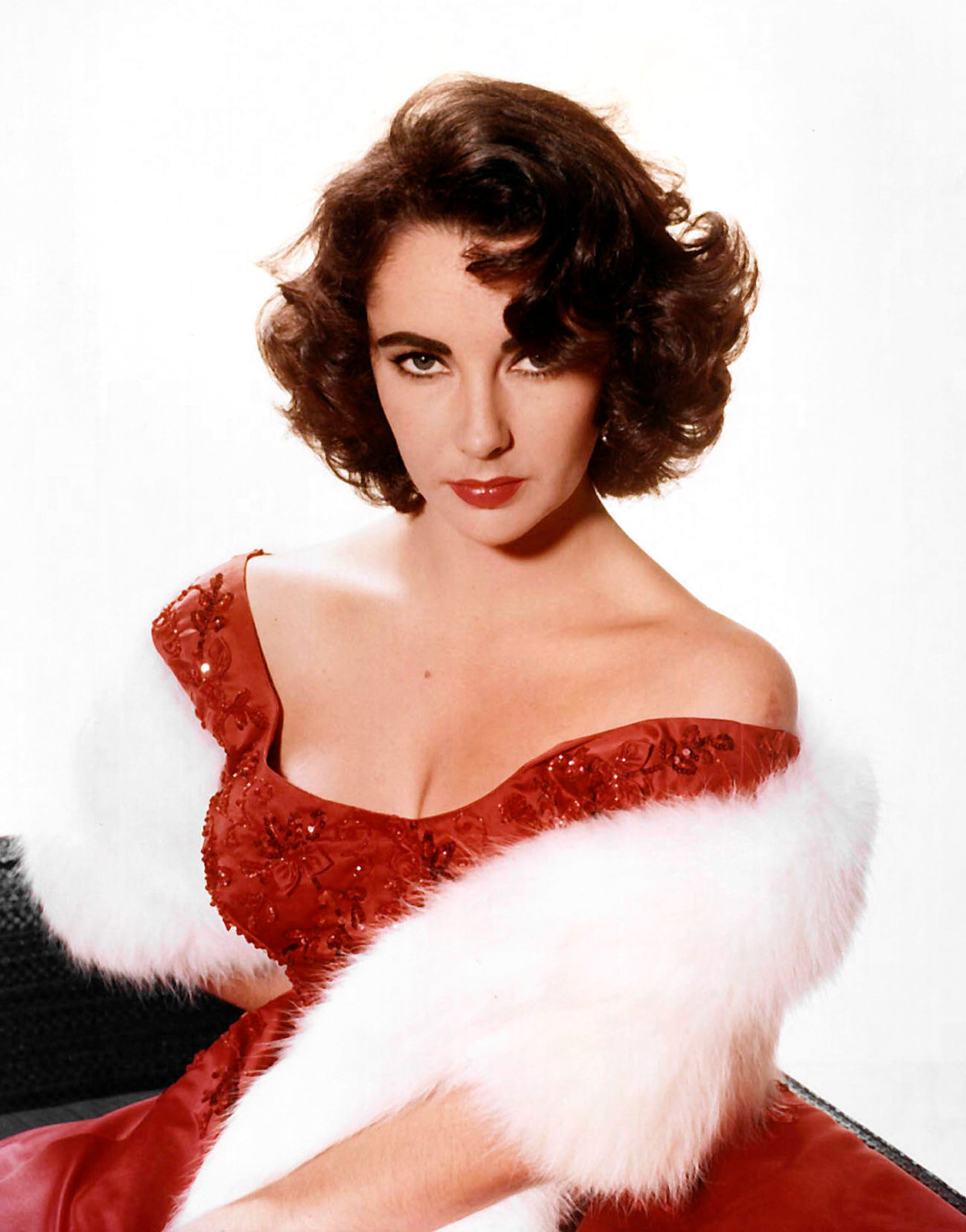
엘리자베스 테일러

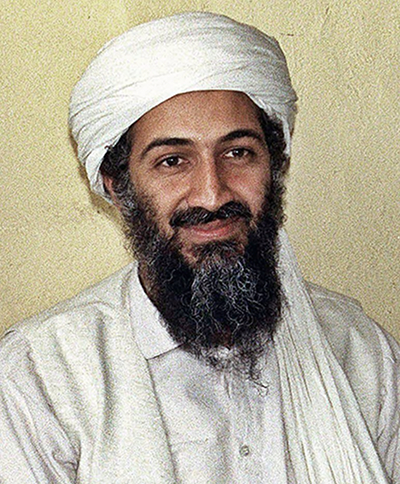
오사마 빈 라덴

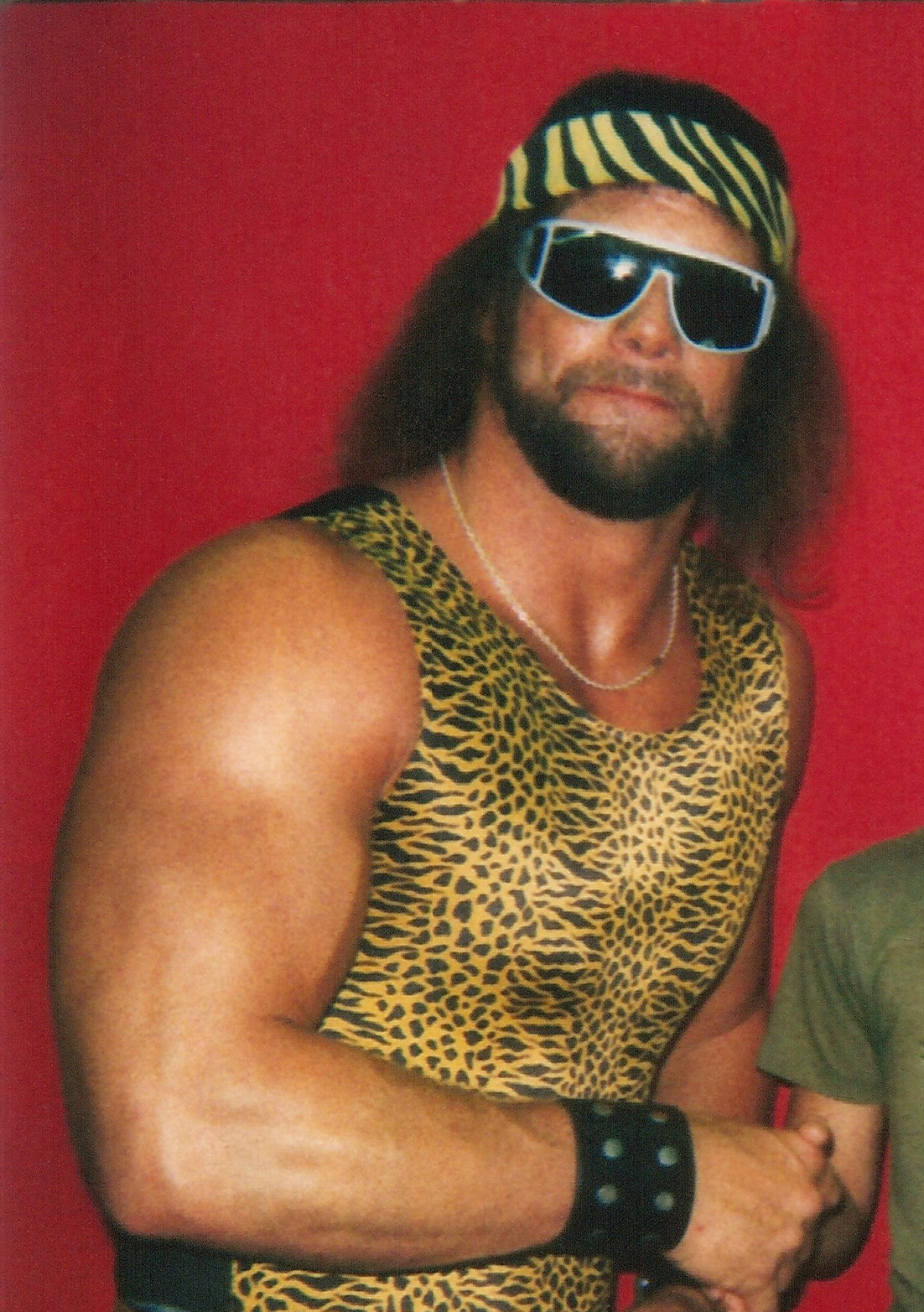
랜디 새비지

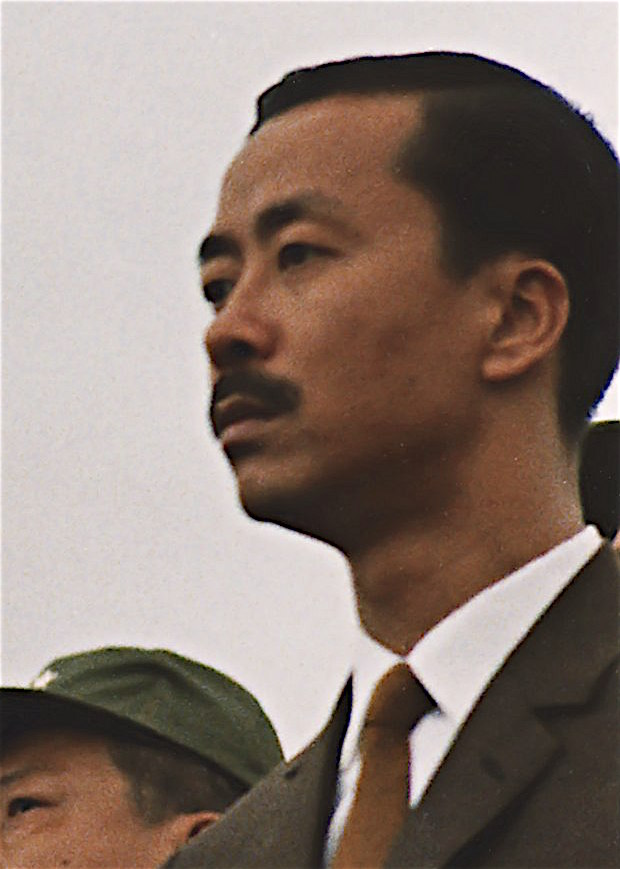
응우옌까오끼

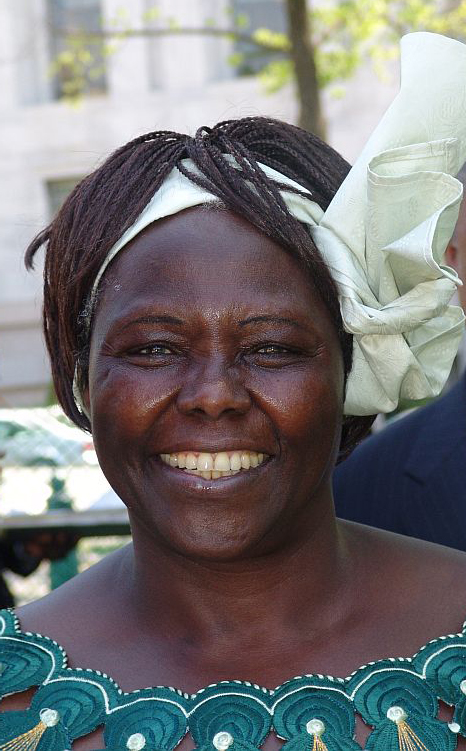
왕가리 마타이

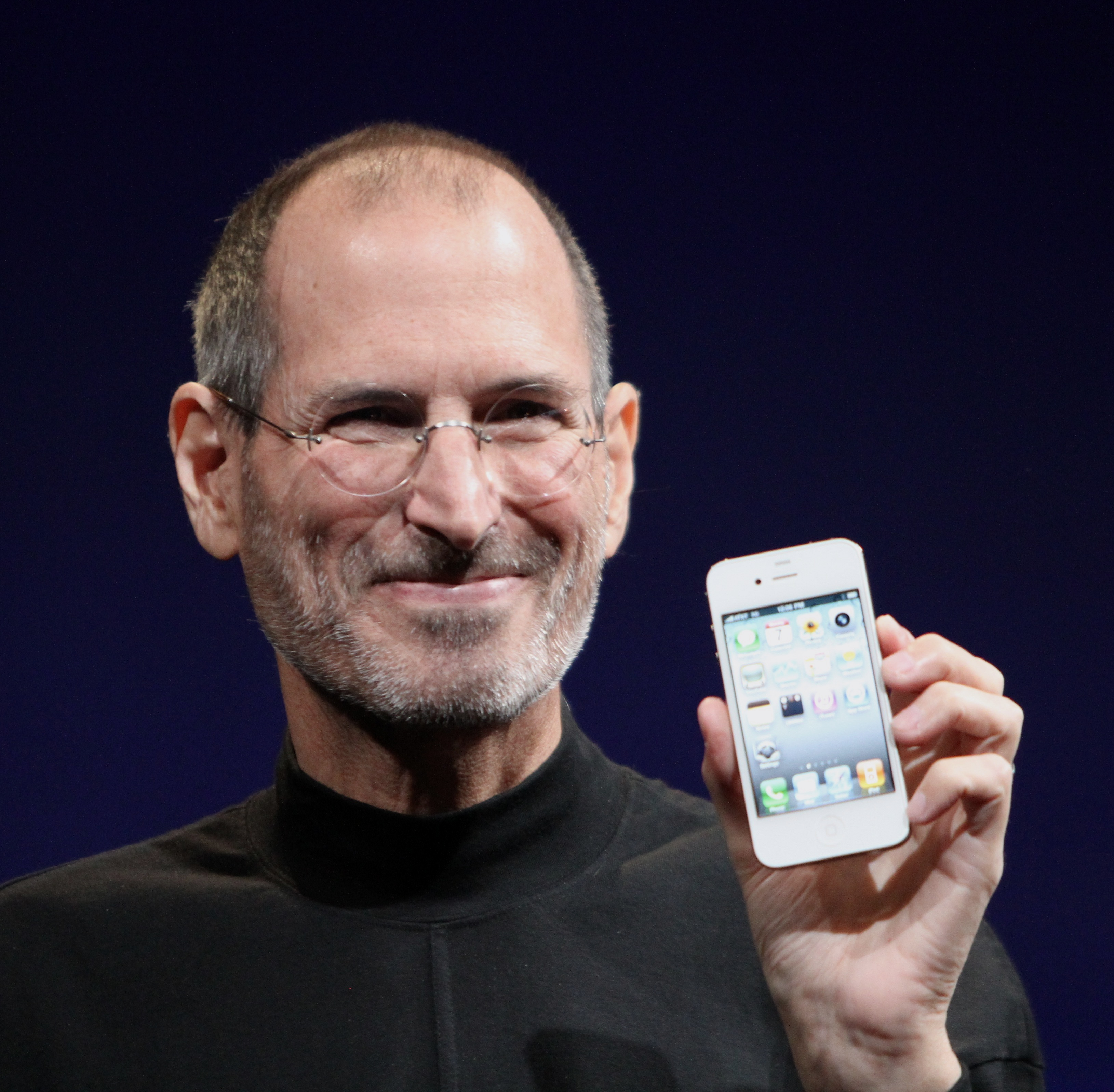
스티브 잡스

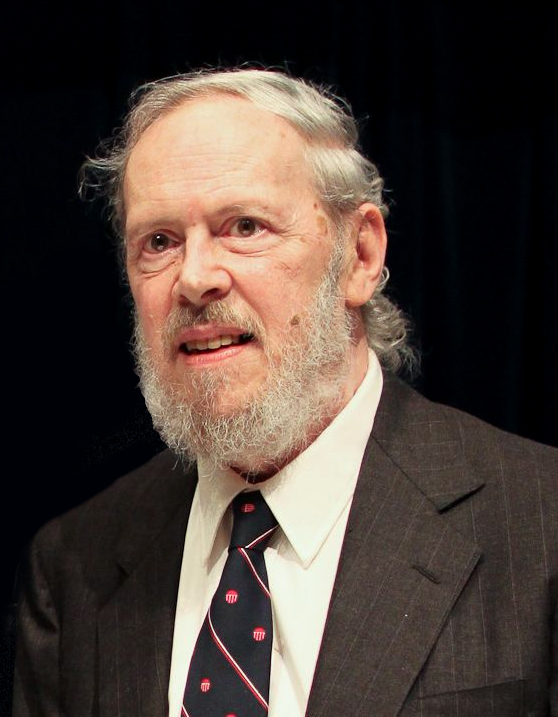
데니스 리치

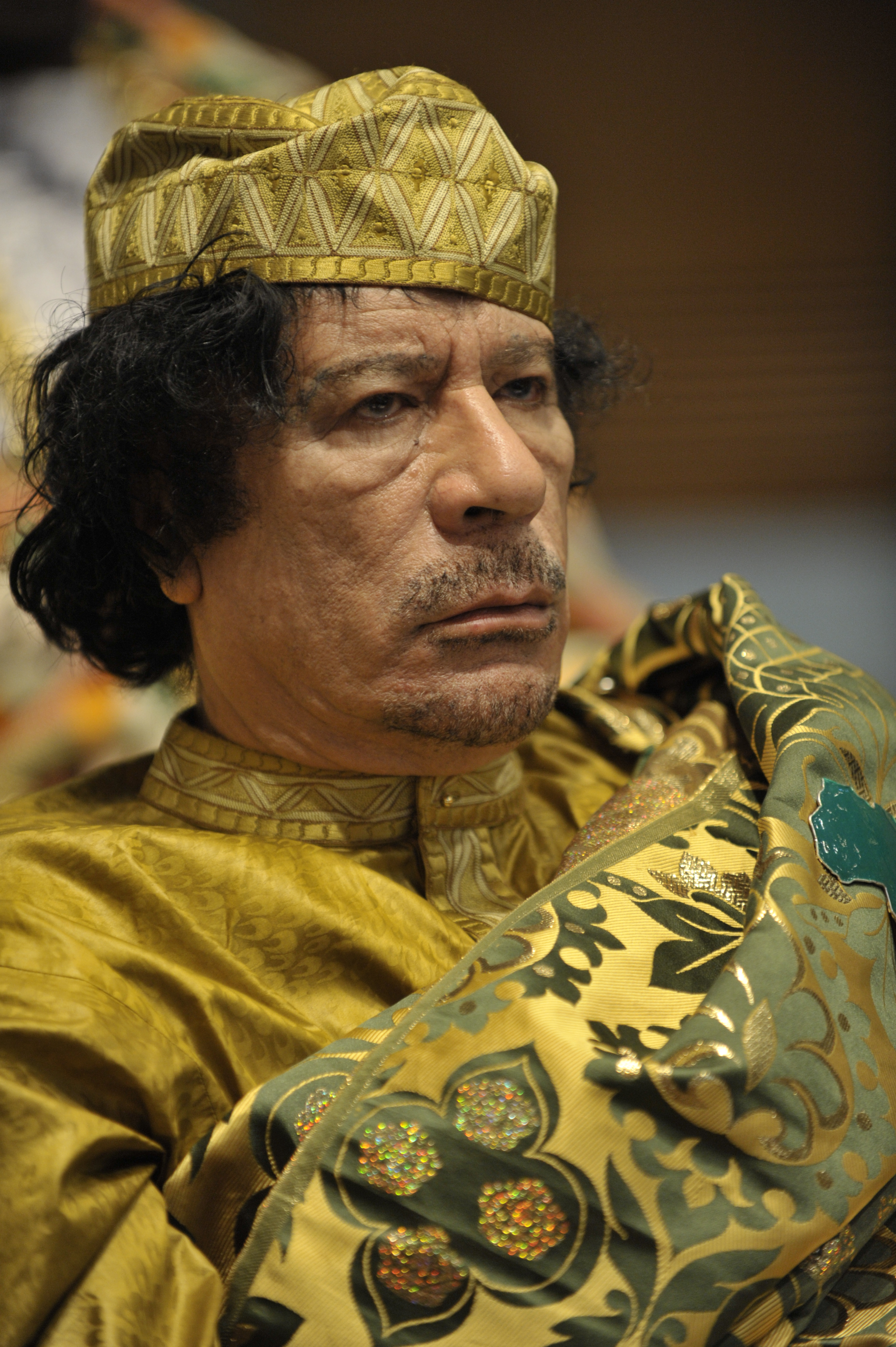
무아마르 알 카다피

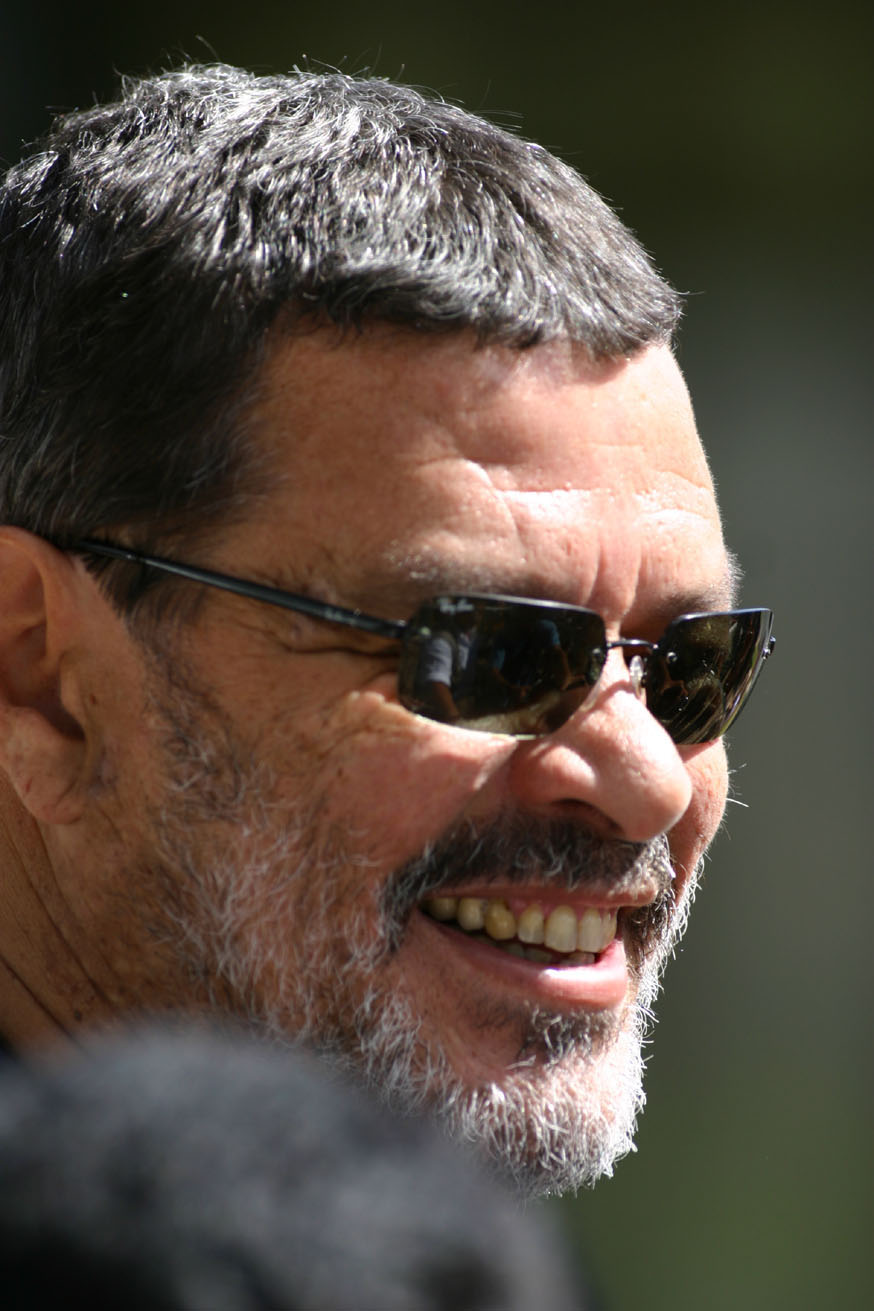
소크라치스

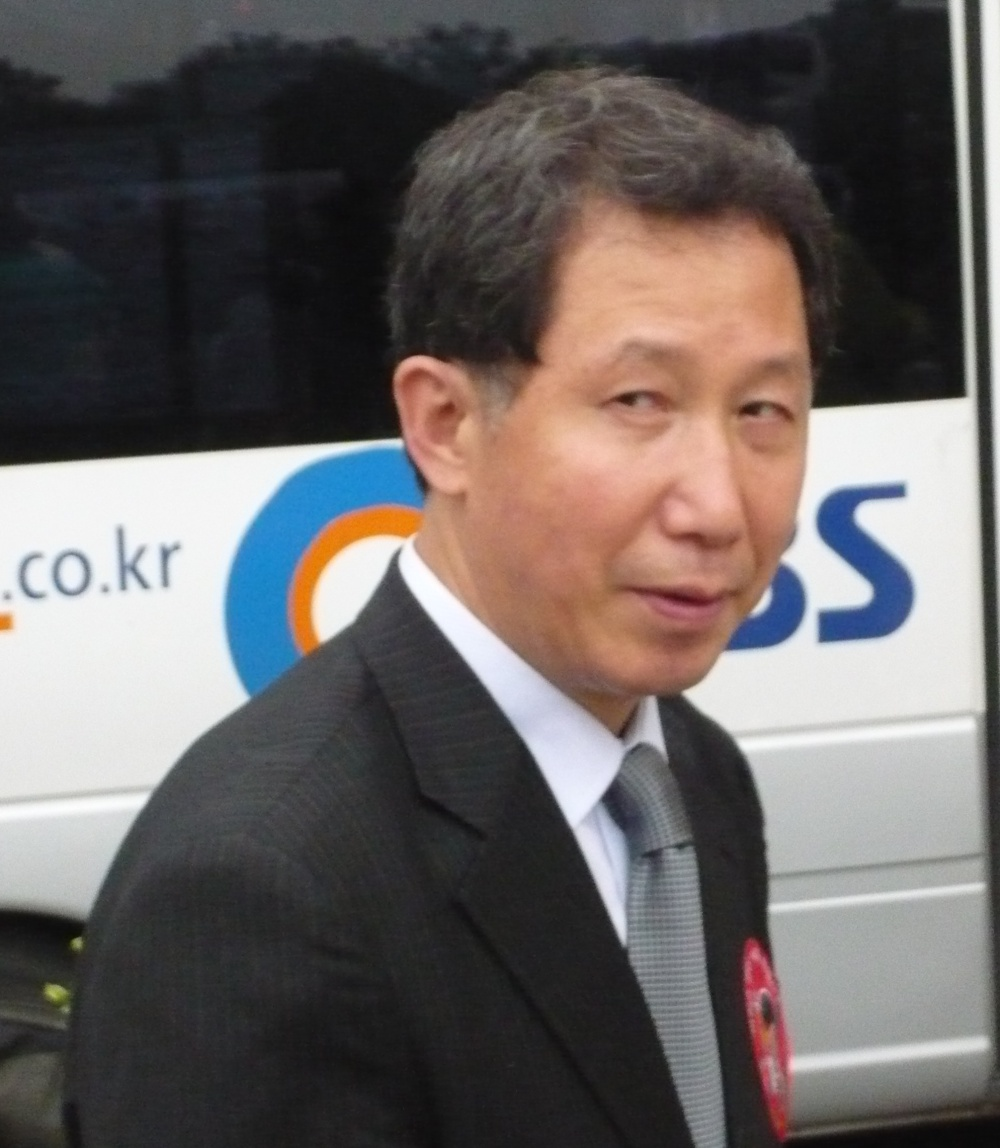
김근태

### 1월
- 1월 4일 - 이란의 왕족 알리 레자 팔라비. (1966년~)
- 1월 11일 - 대한민국의 법조인 이돈명. (1922년~)
- 1월 13일 - 대한민국의 영화배우 오건우. (1981년~)
- 1월 22일 - 대한민국의 소설가 박완서. (1931년~)
- 1월 24일 - 독일의 영화 제작자 베른트 아이힝거. (1949년~)
- 1월 26일 - 대한민국의 독립운동가 안춘생. (1912년~)
- 1월 29일 - 대한민국의 영화감독, 시나리오 작가 최고은. (1979년~)
- 1월 30일 - 영국의 영화음악 작곡가, 지휘자 존 배리. (1933년~)

### 2월
- 2월 6일 - 아일랜드의 기타리스트 게리 무어. (1952년~)
- 2월 17일 - 대한민국의 만화가 이향원. (1944년~)
- 2월 27일 - 미국의 군인 프랭크 버클스. (1901년~)
- 2월 28일
  - 프랑스의 배우 아니 지라르도. (1931년~)
  - 대한민국의 군인, 제18대 광복회장 김영일. (1925년~)

### 3월
- 3월 1일 - 대한민국의 성우 백순철. (1958년~)
- 3월 2일 - 파키스탄의 정치인 샤바즈 바티. (1968년~)
- 3월 5일 - 대한민국의 만화가 조수진. (1979년~)
- 3월 18일 - 미국의 국무 장관 워런 크리스토퍼. (1925년~)
- 3월 23일 - 영국의 영화배우 엘리자베스 테일러. (1932년~)
- 3월 26일 - 미국의 정치인 제럴딘 페라로. (1935년~)

### 4월
- 4월 9일 - 미국의 영화감독 시드니 루멧. (1924년~)
- 4월 10일 - 대한민국의 드라마 연출감독 김재형. (1936년~)
- 4월 18일 - 이탈리아의 추기경 조반니 살다리니. (1924년~)
- 4월 19일 - 대한민국의 모델 김유리. (1989년~)
- 4월 25일 - 대한민국의 영화배우 김인문. (1939년~)

### 5월
- 5월 2일 - 테러조직 알카에다의 지도자 오사마 빈라덴. (1957년~)
- 5월 6일 - 대한민국의 축구 선수 윤기원. (1987년~)
- 5월 7일: 미국의 초백세인 엘라 슐러. (1897년~)
- 5월 16일 - 대한민국의 배우 박주아. (1942년~)
- 5월 20일 - 미국의 프로레슬링 선수 랜디 새비지. (1952년~)
- 5월 22일 - 대한민국의 법조인 및 국회의원 김학원. (1947년~)
- 5월 23일 - 대한민국의 아나운서 송지선. (1981년~)
- 5월 25일 - 대한제국 황손의 후손 이한주. (1943년~)
- 5월 26일 - 대한민국의 가수 채동하. (1981년~)
- 5월 30일 - 대한민국의 축구 선수 정종관. (1981년~)

### 6월
- 6월 7일 - 대한민국의 독립운동가 및 교육자 김준엽. (1920년~)
- 6월 9일 - 일본의 성우 카와카미 토모코. (1970년~)

- 6월 30일 - 독일의 추기경 게오르크 스테르진스키. (1936년~)

### 7월
- 7월 8일 - 미국의 영부인, 복지기관특수단체인 베티 포드. (1918년~)
- 7월 17일
  - 중국의 영화배우, 무술감독 설춘위. (1962년~)
  - 일본의 음악가, 베이시스트 사와다 타이지. (1966년~)
- 7월 23일
  - 영국의 싱어송라이터 에이미 와인하우스. (1983년~)
  - 베트남의 군인, 정치인 응우옌까오끼. (1930년~)
- 7월 24일 - 이탈리아의 추기경 비르질리오 노에. (1922년~)
- 7월 27일 - 일본의 야구 선수 이라부 히데키. (1969년~)

### 8월
- 8월 2일 - 대한민국의 개신교 목사 하용조. (1946년~)
- 8월 4일
  - 대한민국의 극작가 안현정. (1977년~)
  - 일본의 축구 선수 마쓰다 나오키. (1977년~)
- 8월 25일 - 대한민국의 배우, 가수 한채원. (?~)
- 8월 26일 - 캐나다의 추기경 알로이시우스 암브로직. (1930년~)

### 9월
- 9월 3일 - 대한민국의 노동운동가 전태일의 어머니 이소선. (1929년~)
- 9월 7일
  - 대한민국의 야구 선수, 야구 감독 장효조. (1956년~)
  - 대한민국의 배구 선수 이용택. (1986년~)
  - 슬로바키아의 아이스하키 선수 파볼 데미트라. (1974년~)
- 9월 11일 - 영국의 영화배우 앤디 휫필드. (1971년~)
- 9월 14일 - 대한민국의 야구 선수, 야구 감독 최동원. (1958년~)
- 9월 22일 - 대한민국의 출판인 송성문. (1931년~)
- 9월 25일 - 케냐의 시민환경운동가 왕가리 마타이. (1940년~)
- 9월 30일 - 캐나다의 생물학자, 대학 교수, 연구원 랠프 슈타인먼. (1943년~)

### 10월
- 10월 5일 - 미국의 기업인 스티브 잡스.(1955년~)
- 10월 12일
  - 미국의 전산학자 데니스 리치. (1941년~)
  - 대한민국의 국회의원 양정규. (1933년~)
- 10월 16일 - 영국의 자동차 경주 선수 댄 웰던. (1978년~)
- 10월 18일 - 대한민국의 축구 선수, 축구 코치 이수철. (1966년~)
- 10월 20일 - 리비아의 정치인, 군인 무아마르 알 카다피. (1942년~)
- 10월 21일 - 대한민국의 기업인 구두회. (1928년~)

### 11월
- 11월 8일
  - 대한민국의 영화배우, 가수 김추련. (1946년~)
  - 소련과 러시아의 전직 축구 선수 겸 축구 감독 발렌틴 이바노프. (1934년~)
- 11월 17일 - 대한민국의 스페셜포스 프로게이머 여의주. (1990년~)
- 11월 22일 - 대한민국의 역사학자 박병선. (1923년~)
- 11월 26일 - 대한민국의 군인, 외교관, 정치인 유재흥. (1921년~)

### 12월
- 12월 4일 - 브라질의 축구 선수 소크라치스. (1954년~)
- 12월 9일 - 대한민국의 배우 정명현. (1976년~)
- 12월 11일 - 미국의 추기경 존 패트릭 폴리. (1935년~)
- 12월 13일 - 대한민국의 군인, 기업인, 정치인 박태준. (1927년~)
- 12월 17일 - 조선민주주의인민공화국의 정치인 김정일. (?~)
- 12월 18일 - 체코의 제1대 대통령 바츨라프 하벨. (1936년~)
- 12월 30일
  - 대한민국의 정치인 김근태. (1947년~)
  - 영국의 철학가 리처드 스탠리 피터스. (1919년~)

## 노벨상
- 경제학상:크리스토퍼 심스, 토머스 사전트
- 문학상:토마스 트란스트뢰메르
- 물리학상:솔 펄머터, 브라이언 슈밋, 애덤 리스
- 생리학 및 의학상:브루스 보이틀러, 율레스 호프만, 랠프 슈타인만
- 평화상:엘런 존슨설리프, 레이마 그보위, 타우왁쿨 카르만
- 화학상:단 셰흐트만

## 83회아카데미상수상
- 작품상: 킹스 스피치
- 감독상: 톰 후퍼(킹스 스피치)
- 남우주연상: 콜린 퍼스(킹스 스피치)
- 여우주연상: 내털리 포트먼(블랙 스완)
- 남우조연상: 크리스천 베일(더 파이터)
- 여우조연상: 멀리사 리오(더 파이터)

## 달력
| 1월 |    |    |    |    |    |    |
| 일  | 월 | 화 | 수 | 목 | 금 | 토 |
|     |    |    |    |    |    | 1  |
| 2   | 3  | 4  | 5  | 6  | 7  | 8  |
| 9   | 10 | 11 | 12 | 13 | 14 | 15 |
| 16  | 17 | 18 | 19 | 20 | 21 | 22 |
| 23  | 24 | 25 | 26 | 27 | 28 | 29 |
| 30  | 31 |    |    |    |    |    |

| 2월 |    |    |    |    |    |    |
| 일  | 월 | 화 | 수 | 목 | 금 | 토 |
|     |    | 1  | 2  | 3  | 4  | 5  |
| 6   | 7  | 8  | 9  | 10 | 11 | 12 |
| 13  | 14 | 15 | 16 | 17 | 18 | 19 |
| 20  | 21 | 22 | 23 | 24 | 25 | 26 |
| 27  | 28 |    |    |    |    |    |

| 3월 |    |    |    |    |    |    |
| 일  | 월 | 화 | 수 | 목 | 금 | 토 |
|     |    | 1  | 2  | 3  | 4  | 5  |
| 6   | 7  | 8  | 9  | 10 | 11 | 12 |
| 13  | 14 | 15 | 16 | 17 | 18 | 19 |
| 20  | 21 | 22 | 23 | 24 | 25 | 26 |
| 27  | 28 | 29 | 30 | 31 |    |    |

| 4월 |    |    |    |    |    |    |
| 일  | 월 | 화 | 수 | 목 | 금 | 토 |
|     |    |    |    |    | 1  | 2  |
| 3   | 4  | 5  | 6  | 7  | 8  | 9  |
| 10  | 11 | 12 | 13 | 14 | 15 | 16 |
| 17  | 18 | 19 | 20 | 21 | 22 | 23 |
| 24  | 25 | 26 | 27 | 28 | 29 | 30 |

| 5월 |    |    |    |    |    |    |
| 일  | 월 | 화 | 수 | 목 | 금 | 토 |
| 1   | 2  | 3  | 4  | 5  | 6  | 7  |
| 8   | 9  | 10 | 11 | 12 | 13 | 14 |
| 15  | 16 | 17 | 18 | 19 | 20 | 21 |
| 22  | 23 | 24 | 25 | 26 | 27 | 28 |
| 29  | 30 | 31 |    |    |    |    |

| 6월 |    |    |    |    |    |    |
| 일  | 월 | 화 | 수 | 목 | 금 | 토 |
|     |    |    | 1  | 2  | 3  | 4  |
| 5   | 6  | 7  | 8  | 9  | 10 | 11 |
| 12  | 13 | 14 | 15 | 16 | 17 | 18 |
| 19  | 20 | 21 | 22 | 23 | 24 | 25 |
| 26  | 27 | 28 | 29 | 30 |    |    |

| 7월 |    |    |    |    |    |    |
| 일  | 월 | 화 | 수 | 목 | 금 | 토 |
|     |    |    |    |    | 1  | 2  |
| 3   | 4  | 5  | 6  | 7  | 8  | 9  |
| 10  | 11 | 12 | 13 | 14 | 15 | 16 |
| 17  | 18 | 19 | 20 | 21 | 22 | 23 |
| 24  | 25 | 26 | 27 | 28 | 29 | 30 |
| 31  |    |    |    |    |    |    |

| 8월 |    |    |    |    |    |    |
| 일  | 월 | 화 | 수 | 목 | 금 | 토 |
|     | 1  | 2  | 3  | 4  | 5  | 6  |
| 7   | 8  | 9  | 10 | 11 | 12 | 13 |
| 14  | 15 | 16 | 17 | 18 | 19 | 20 |
| 21  | 22 | 23 | 24 | 25 | 26 | 27 |
| 28  | 29 | 30 | 31 |    |    |    |

| 9월 |    |    |    |    |    |    |
| 일  | 월 | 화 | 수 | 목 | 금 | 토 |
|     |    |    |    | 1  | 2  | 3  |
| 4   | 5  | 6  | 7  | 8  | 9  | 10 |
| 11  | 12 | 13 | 14 | 15 | 16 | 17 |
| 18  | 19 | 20 | 21 | 22 | 23 | 24 |
| 25  | 26 | 27 | 28 | 29 | 30 |    |

| 10월 |    |    |    |    |    |    |
| 일   | 월 | 화 | 수 | 목 | 금 | 토 |
|      |    |    |    |    |    | 1  |
| 2    | 3  | 4  | 5  | 6  | 7  | 8  |
| 9    | 10 | 11 | 12 | 13 | 14 | 15 |
| 16   | 17 | 18 | 19 | 20 | 21 | 22 |
| 23   | 24 | 25 | 26 | 27 | 28 | 29 |
| 30   | 31 |    |    |    |    |    |

| 11월 |    |    |    |    |    |    |
| 일   | 월 | 화 | 수 | 목 | 금 | 토 |
|      |    | 1  | 2  | 3  | 4  | 5  |
| 6    | 7  | 8  | 9  | 10 | 11 | 12 |
| 13   | 14 | 15 | 16 | 17 | 18 | 19 |
| 20   | 21 | 22 | 23 | 24 | 25 | 26 |
| 27   | 28 | 29 | 30 |    |    |    |

| 12월 |    |    |    |    |    |    |
| 일   | 월 | 화 | 수 | 목 | 금 | 토 |
|      |    |    |    | 1  | 2  | 3  |
| 4    | 5  | 6  | 7  | 8  | 9  | 10 |
| 11   | 12 | 13 | 14 | 15 | 16 | 17 |
| 18   | 19 | 20 | 21 | 22 | 23 | 24 |
| 25   | 26 | 27 | 28 | 29 | 30 | 31 |

### 음양력 대조 일람
| 음력월 | 월건 | 대소 | 음력 1일의 양력 월일 | 음력 1일 간지 |
| ------ | ---- | ---- | -------------------- | ------------- |
| 1월    | 경인 | 대   | 2월 3일              | 기축          |
| 2월    | 신묘 | 소   | 3월 5일              | 기미          |
| 3월    | 임진 | 대   | 4월 3일              | 무자          |
| 4월    | 계사 | 대   | 5월 3일              | 무오          |
| 5월    | 갑오 | 소   | 6월 2일              | 무자          |
| 6월    | 을미 | 대   | 7월 1일              | 정사          |
| 7월    | 병신 | 소   | 7월 31일             | 정해          |
| 8월    | 정유 | 소   | 8월 29일             | 병진          |
| 9월    | 무술 | 대   | 9월 27일             | 을유          |
| 10월   | 기해 | 소   | 10월 27일            | 을묘          |
| 11월   | 경자 | 대   | 11월 25일            | 갑신          |
| 12월   | 신축 | 소   | 12월 25일            | 갑인          |

### 연휴
- 2월 2일 (수) ~ 2월 6일 (일) - 설날 연휴 (5일)
- 2월 26일 (토) ~ 3월 1일 (화) - 삼일절 징검다리 연휴 (4일)
- 5월 5일 (목) ~ 5월 10일 (화) - 어린이날·부처님 오신 날 징검다리 연휴 (6일)
- 6월 4일 (토) ~ 6월 6일 (월) - 현충일 연휴 (3일)
- 8월 13일 (토) ~ 8월 15일 (월) - 광복절 연휴 (3일)
- 9월 10일 (토) ~ 9월 13일 (화) - 추석 연휴 (4일)
- 10월 1일 (토) ~ 10월 3일 (월) - 개천절 연휴 (3일)